# 유럽 고속도로 602호선
유럽 고속도로 602호선(European route E602)은 프랑스의 라로셸과 생트를 서로 이어주는 총 연장이 195 km인 유럽 고속도로 노선망으로, 해당 도로는 B클래스급 간선도로이다. 또한 오토루트 837호선의 일부를 이룬다.

## 주요 경유지
- 프랑스
  - 라로셸 : 유럽 고속도로 03호선, 유럽 고속도로 601호선
  - 생트 : 유럽 고속도로 603호선